# Refuge San Petru di Verdi
Il refuge San Petru di Verdi è un rifugio alpino che si trova nel comune di Palneca sul Col de Verde lungo il GR 20. Ha una capienza di 18 posti.